# Discodeles bufoniformis
Discodeles bufoniformis är en groddjursart som först beskrevs av George Albert Boulenger 1884.  Discodeles bufoniformis ingår i släktet Discodeles och familjen Ceratobatrachidae. IUCN kategoriserar arten globalt som livskraftig. Inga underarter finns listade i Catalogue of Life.